# Lori strié
Synorhacma multistriata
Genre
Espèce
Statut de conservation UICN

 LC  : Préoccupation mineure
Statut CITES
Le Lori strié (Synorhacma multistriata) est une espèce d'oiseaux appartenant à la famille des Psittaculidae.

## Description
Le Lori strié présente un plumage essentiellement vert. Le dessous du corps est marqué de stries jaunes d'où le nom spécifique. La nuque est rougeâtre. Le bec est orange avec la base de la mandibule supérieure noire. Les iris sont rouge orangé et les pattes grises.
Ne présentant aucun dimorphisme sexuel, cet oiseau mesure environ 18 cm.

## Habitat
Cet oiseau peuple les forêts primaires entre 200 et 1 800 m d'altitude.

## Répartition
Cet oiseau n'est connu que des versants méridionaux des Snow Mountains et sur la haute vallée de la rivière Fly en Nouvelle-Guinée.